# Hassocks
Hassocks è un paese nella contea del West Sussex, in Inghilterra.